# 高橋将峰
高橋 将峰（たかはし まさみね、1974年11月28日 - ）は、イーブックイニシアティブジャパン株式会社代表取締役社長、ヤフー本部長。東京都出身。東京国際大学経済学部卒。

## 経歴
- 2006年:ヤフー株式会社 入社
- 2013年:オセニック株式会社取締役
- 2014年:オセニック株式会社代表取締役
- 2015年:ヤフー株式会社パーソナルサービスカンパニーゲーム本部 本部長
- 2016年:GameBank株式会社 取締役
- 2015年:ヤフー株式会社パーソナルサービスカンパニーゲーム本部 本部長
- 2017年:同社パーソナルサービスカンパニーゲーム・マッチング本部 本部長
- 2018年:同社デジタルコンテンツ事業本部 本部長
- 2018年6月:イーブックジャパン副社長、株式会社ネオアルド取締役、アニメイトブックストア取締役
- 2019年:イーブックジャパン代表取締役社長 最高経営責任者